# Jolanta Samulewicz
Jolanta Samulewicz (ur. 14 lipca 1974 w Gdańsku) – polska strzelczyni i trenerka, medalistka mistrzostw Europy juniorów.
Specjalizowała się w pistolecie sportowym. Na mistrzostwach Europy juniorów w 1992 roku zdobyła srebrny medal w pistolecie sportowym z 25 metrów drużynowo. Jej wynik – 557 punktów, był najsłabszym rezultatem w polskiej drużynie, w której znalazły się także Sławomira Szpek i Dorota Woszczek. Był to jej jedyny medal na mistrzostwach Europy, zarówno w kategorii juniorów, jak i seniorów. W 1994 roku była 21. w kategorii juniorskiej na mistrzostwach Europy (563 punkty), 24. na mistrzostwach świata juniorów (550 punktów) i 52. w Pucharze Świata (550 punktów).
Ukończyła studia magisterskie na Akademii Wychowania Fizycznego i Sportu w Gdańsku (1997). W 2003 roku została wybrana trenerką roku 2002 w plebiscycie organizowanym przez Komisję Sportu Kobiet PKOl, tytuł ten zdobyła także w roku 2012 (za rok 2011). Była wtedy szkoleniowcem juniorskiej kadry kobiet w strzelaniach z pistoletu, oraz we Flocie Gdynia. Objęła później funkcję trenerki seniorskiej kadry kobiet w pistolecie.